# Carnival of Light (album)
Pour les articles homonymes, voir Carnival of Light (homonymie).
Albums de Ride
Going Blank Again
(1992) Live Light
(1995)
Singles
How Does It Feel To Feel? 
 13 juin 1994 

Carnival of Light est le troisième album studio de Ride, paru en 1994 sur le label Creation Records. Il a été produit par John Leckie avec la collaboration de Nigel Godrich (futur producteur de Radiohead), à l'exception de How Does It Feel To Feel?, produit par George Drakoulias (collaborateur des Black Crowes) avec la participation du claviériste de Deep Purple, Jon Lord. Il s'éloigne du style shoegazing qui a fait la renommée du groupe pour évoluer vers un son plus psychédélique. Le titre How Does It Feel To Feel?, paru en single, est une reprise du groupe The Creation.
À sa sortie, l'album a reçu un accueil critique plutôt bon. Les tensions au sein du groupe apparaissent au niveau de l'agencement des titres : une moitié est composée par Mark Gardener, Steve Queralt et Laurence Colbert, tandis que l'autre est signée par Andy Bell. À la fin de l'année 1994, le groupe a dénigré le disque allant jusqu'à le surnommer "Carnival of Shite"
Toutefois, tout comme son prédécesseur, l'album a atteint la 5e place des charts anglais.

## Titres
Tous les titres ont été écrits par Andy Bell, sauf mention contraire.
1. Moonlight Medicine (Gardener) – 6:49
2. 1000 Miles (Gardener) – 5:00
3. From Time to Time (Gardener/Queralt) – 5:05
4. Natural Grace (Colbert) – 4:40
5. Only Now (Gardener/Rieley) – 4:25
6. Birdman – 6:39
7. Crown of Creation – 4:41
8. How Does It Feel to Feel? (Phillips/Garner) – 3:40
9. Endless Road – 3:30
10. Magical Spring – 4:25
11. Rolling Thunder – 2:08
12. I Don't Know Where It Comes From – 5:32

L'album a été réédité en 2001 avec plusieurs pistes bonus
1. Don't Let it Die (Gardener) – 3:12
2. Let's Get Lost – 3:56
3. At the End of the Universe (Colbert/Bell/Gardener/Queralt) – 7:55

## Crédits
- Mark Gardener – voix, guitare rythmique, tambura
- Andy Bell – voix, guitare, piano, orgue Hammond, Fender Rhodes
- Steve Queralt – basse, Fender Rhodes
- Laurence Colbert – batterie et percussions

Autres musiciens : 
- Jon Lord – orgue Hammond
- Electra Strings – cordes